# Daniel Neagoe

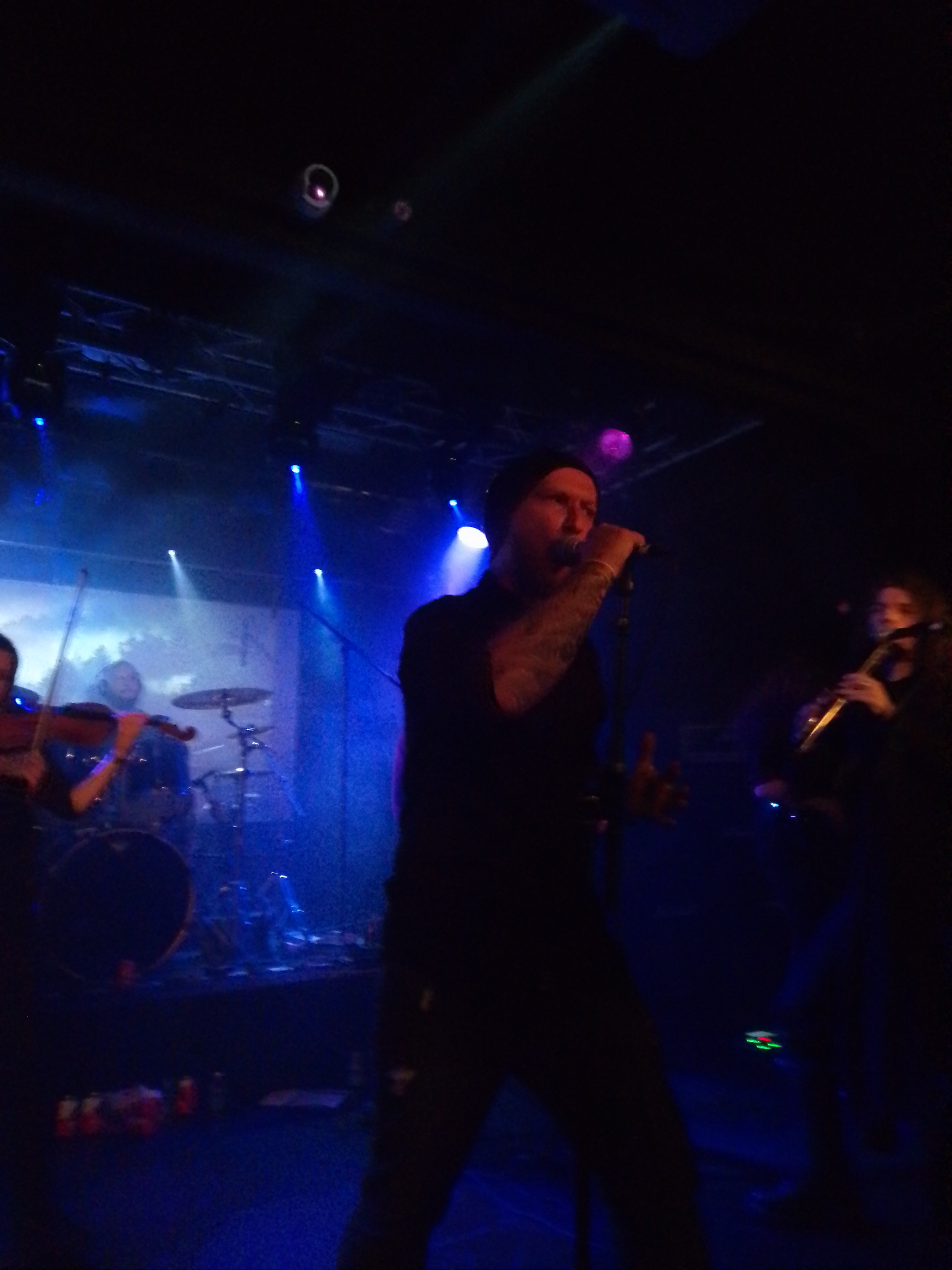
Daniel Neagoe mit Clouds bei den Dutch Doom Days 2021

Daniel Neagoe (geboren 1983 in Rumänien) ist ein Sänger und Musiker.

## Werdegang
Bekannt wurde Neagoe insbesondere durch die von ihm mit initiierten Gruppen Clouds und Eye of Solitude. Während der Anfänge mit Eye of Solitude siedelte Neagoe nach London um. Das Debüt der Gruppe spielte der Musiker vollständig allein ein. Vornehmlich agiert Neagoe allerdings als Sänger und Schlagzeuger. Insbesondere als Schlagzeuger und Sänger agierte er hinzukommend für diverse Musikgruppen des Death Doom, Gothic Metal und Funeral Doom. Darunter populäre Interpreten wie Shape of Despair und Pantheist. Ebenso brachte er sich in die Initiierung von Projekten wie God Eat God, Deos und Mourners ein. Die meisten dieser Projekte benennt er als Studio-Entitäten ohne Live-Präsenz.
Zum Ende des Jahres 2023 erlitt der nach Rumänien zurückgekehrte Neagoe nach eigenen Angaben einen Schlaganfall mit halbseitiger Lähmung. Im Januar 2024 machte er seinen Zustand publik und bat um finanzielle Unterstützung zu seiner Rekonvaleszenz in Form einer Fundraising-Kampagne. Seine musikalischen Projekte pausierten entsprechend.

## Stil
Neagoe pflegt meist einen besonders tiefen gutturalen Gesang, der klänge „wie ein Grizzlybär, dessen Stimme durch einen abwärts gerichteten Pitch-Shifter und einen Bassverstärker verzerrt wird“.

## Diskografie (Auswahl)
| Mit Aeonian Sorrow - 2020: A Life Without (EP) Mit Aphonic Threnody - 2021: The All Consuming Void Mit Clouds Mit Deos Mit Pantheist - 2018: Seeking Infinity Mit Eye of Solitude Mit God Eat God Mit Mourners | Als Gast-Sänger - 2013: Descend into Despair: The Bearer of All Storms (The Horrific Pale Awakening) - 2014: Unmercenaries: Fallen in Disbelief (Circles of Disbelief) - 2017: Woe Unto Me: Among the Lightened Skies the Voidness Flashed - 2020: Draconian: Under a Godless Veil (Burial Fields) - 2021: Pilgrimage: Sigil of the Pilgrim Sun im (Silent Descent into Solitude) | Als Gast-Schlagzeuger - 2015: Ennui: Falsvs Anno Domini |